# یواس‌اس مور (دی‌ئی-۲۴۰)
یواس‌اس مور (دی‌ئی-۲۴۰) (به انگلیسی: USS Moore (DE-240)) یک کشتی بود که طول آن ۳۰۶ فوت (۹۳ متر) بود. این کشتی در سال ۱۹۴۲ ساخته شد.